# Liste der Baudenkmale in Gehlsbach
In der Liste der Baudenkmale in Gehlsbach sind alle Baudenkmale der Gemeinde Gehlsbach (Landkreis Ludwigslust-Parchim) aufgelistet (Stand: Januar 2021).

## Legende
In den Spalten befinden sich folgende Informationen:
- ID-Nr: Die Nummer wird von den Denkmalämtern der Landkreise vergeben. Wenn sie nicht bekannt ist, bleibt die Spalte leer. In dieser Spalte kann sich zusätzlich das Wort Wikidata befinden, der entsprechende Link führt zu Angaben zu diesem Denkmal bei Wikidata.
- Lage: die Adresse des Denkmales und die geographischen Koordinaten.
Link zu einem Kartenansichtstool, um Koordinaten zu setzen. In der Kartenansicht sind Denkmale ohne Koordinaten mit einem roten bzw. orangen Marker dargestellt und können in der Karte gesetzt werden. Denkmale ohne Bild sind mit einem blauen bzw. roten Marker gekennzeichnet, Denkmale mit Bild mit einem grünen bzw. orangen Marker.
- Bezeichnung: Bezeichnung, so wie sie in den offiziellen Listen der Denkmalämter steht. Ein Link hinter der Bezeichnung führt zum Wikipedia-Artikel über das Denkmal. Wenn die Bezeichnung der Denkmalämter inhaltlich fehlerhaft ist, ist in der Spalte „Beschreibung“ darauf hinzuweisen.
- Beschreibung: Beschreibung des Denkmales
- Bild: ein Bild des Denkmales und gegebenenfalls einen Link zu weiteren Fotos des Denkmals im Medienarchiv Wikimedia Commons

## Darß
| ID | Lage                    | Bezeichnung             | Beschreibung | Bild           |
| -- | ----------------------- | ----------------------- | ------------ | -------------- |
|    | (Karte)                 | Kirche mit Trockenmauer |              | Weitere Bilder |
|    | Am Dorfplatz 14 (Karte) | Wohnhaus (ehem. Schule) |              |                |
|    | Am Dorfplatz 17 (Karte) | Bauernhaus              |              |                |

## Karbow
| ID | Lage                       | Bezeichnung                                             | Beschreibung | Bild                   |
| -- | -------------------------- | ------------------------------------------------------- | ------------ | ---------------------- |
|    | (Karte)                    | Kirche mit Trockenmauer                                 |              | Weitere Bilder         |
|    | Schulstraße                | Kriegerdenkmal 1914/18                                  |              | Kriegerdenkmal 1914/18 |
|    | Schulstraße 39 (Karte)     | Pfarrhaus und Wirtschaftsgebäude (sog. altes Pfarrhaus) |              |                        |
|    | Schulstraße 42 (Karte)     | Wohnhaus, Stall und Scheune                             |              |                        |
|    | LO 17 Ortsausgang Ri. Lübz | Meilenstein                                             |              |                        |
|    | Am Bahnhof 2               | Empfangsgebäude                                         |              |                        |
|    | Sandkrug                   | Wegweiser                                               |              |                        |
|    | Sandkrug 2 (Karte)         | Forsthaus                                               |              |                        |
|    | Sandkrug 3 (Karte)         | Wohnhaus und Stall                                      |              |                        |

## Hof Karbow
| ID | Lage             | Bezeichnung | Beschreibung | Bild |
| -- | ---------------- | ----------- | ------------ | ---- |
|    | Am Hof 1 (Karte) | Gutshaus    |              |      |

## Quaßliner Mühle
| ID | Lage | Bezeichnung                         | Beschreibung | Bild |
| -- | ---- | ----------------------------------- | ------------ | ---- |
|    |      | Gedenkstein für die Kollektivierung |              |      |

## Vietlübbe
| ID | Lage                    | Bezeichnung                                | Beschreibung | Bild                   |
| -- | ----------------------- | ------------------------------------------ | ------------ | ---------------------- |
|    | (Karte)                 | Kirche                                     |              | Kirche                 |
|    |                         | Kriegerdenkmal 1914/18                     |              | Kriegerdenkmal 1914/18 |
|    | Eichenweg 55 (Karte)    | Bauernhaus                                 |              |                        |
|    | Eichenweg 56 (Karte)    | Bauernhaus, Stall, Scheune                 |              |                        |
|    | Lange Straße 4 (Karte)  | Schule, ehem. (Kindergarten)               |              |                        |
|    | Lange Straße 45 (Karte) | Pfarrhaus, ehem., Trockenmauer, 2 Scheunen |              |                        |
|    | Lange Straße (bei 13a)  | Gedenkstein für die Kollektivierung        |              |                        |

## Wahlstorf
| ID | Lage                 | Bezeichnung            | Beschreibung | Bild                   |
| -- | -------------------- | ---------------------- | ------------ | ---------------------- |
|    | Dorfstraße (Karte)   | Kriegerdenkmal 1914/18 |              | Kriegerdenkmal 1914/18 |
|    | Dorfstraße 1 (Karte) | Bauernhaus             |              |                        |